# یاکوب دهن اندرسن
یاکوب دهن اندرسن (انگلیسی: Jacob Dehn Andersen؛ زادهٔ ۴ اوت ۱۹۹۵) بازیکن سابق فوتبال اهل دانمارک است که در پست مدافع میانی بازی می‌کرد. او در حال حاضر دستیار مربی اسکیو است.
وی در تیم‌های ملی فوتبال زیر ۱۶ سال دانمارک، زیر ۱۷ سال دانمارک، زیر ۱۸ سال دانمارک، زیر ۱۹ سال دانمارک، و زیر ۲۰ سال دانمارک بازی کرده است.